# لاورا بابیچ
لاورا بابیچ (به انگلیسی: Lavra Babič) (زادهٔ ۱ ژانویهٔ ۱۹۸۷) شناگر اهل اسلوونی است.